# Сары-Чумыш (река)
Сары́-Чумы́ш (Сарычумыш) — река в России, протекает по Кемеровской области и Алтайском крае, левый приток Чумыша.
Длина реки 98 км. Площадь водосборного бассейна — 1360 км².
Начинается на высоте примерно 400 м над уровнем моря, юго-западнее Шартонки. Устье реки находится в 540 км по левому берегу Чумыша, около села Сары-Чумыш.
Наиболее крупный приток — Бенжереп — впадает справа, в 2 км от устья.

## Данные водного реестра
По данным государственного водного реестра России относится к Верхнеобскому бассейновому округу, водохозяйственный участок реки — Чумыш, речной подбассейн реки — Обь от впадения Чулыма без Томи. Речной бассейн реки — (Верхняя) Обь до впадения Иртыша.